# 羅斯基勒市鎮
羅斯基勒市鎮（丹麥語：Roskilde kommune）是丹麥的一個市鎮，位於西蘭島北部，北臨羅斯基勒峽灣，屬西蘭大區。面積211.88平方公里，2009年人口81,285人。行政中心为羅斯基勒。
2007年1月1日由原羅斯基勒和另外兩個市鎮合併而成。